# Instinción
Instinción este o municipalitate din provincia Almería, Andaluzia, Spania, cu o populație de 531 de locuitori.